# Kaipunesu(t)
Kaipunesu(t) war ein altägyptischer Architekt, der wohl in der 4. oder 5. Dynastie (26./25. Jahrhundert v. Chr.) tätig war.
Kaipunesu(t) ist heute nur noch von der Erwähnung im Grab des Architekten, Baumeisters und Bildhauers Kaiemheset bekannt, das nördlich der Teti-Pyramide oder der Djoser-Pyramide gefunden wurde. Kaipunesu(t) war ein Bruder des Kaiemheset, der in Sakkara ein Mastaba-Familiengrab anlegen ließ. Dort wurden neben dem Grabinhaber und seinem Bruder Kaipunesu(t) die Bauleiter Memi und Hetepka, Brüder des Grabinhabers, sowie Senefanch, der Vater der Drei, erwähnt.